# Palmarès dell''Hibernian Football Club
L'Hibernian Football Club (talora Hibs o Hibees) è un club calcistico scozzese di Edimburgo, militante in Scottish Premiership.
Basata nel distretto cittadino di Leith, rappresenta insieme ai concittadini Hearts la capitale scozzese in massima divisione nazionale.
Campione di Scozia quattro volte (1902, 1948, 1951 e 1952) è assieme alla citata Hearts e all'Aberdeen, la terza squadra del Paese per campionati nazionali vinti.
Vanta anche la vittoria in tre Coppe di Scozia e altrettante Coppe di Lega scozzesi.

## Competizioni nazionali
- Campionato scozzese: 4

1902-1903, 1947-1948, 1950-1951, 1951-1952
- Coppa di Scozia: 3

1886-1887, 1901-1902, 2015-2016
- Coppa di Lega scozzese: 3

1971-1972, 1990-1991, 2006-2007
- Scottish Championship: 6

1893-1894, 1894-1895, 1932-1933, 1980-1981, 1998-1999, 2016-2017
- Drybrough Cup: 2

1972, 1973

## Competizioni regionali
- Glasgow Merchants Charity Cup: 1

1902
- East of Scotland Shield: 60

## Competizioni internazionali
- Football World Championship: 1

1887

## Competizioni giovanili
- Scottish Youth Cup: 3

1991-1992, 2008-2009, 2017-2018

## Altri piazzamenti
- Campionato scozzese:

Secondo posto: 1896-1897, 1946-1947, 1949-1950, 1952-1953, 1973-1974, 1974-1975
Terzo posto: 1895-1896, 1897-1898, 1899-1900, 1900-1901, 1924-1925, 1948-1949, 1967-1968, 1969-1970, 1972-1973, 1994-1995, 2000-2001, 2004-2005, 2020-2021, 2024-2025
- Coppa di Scozia:

Finalista: 1895-1896, 1913-1914, 1922-1923, 1923-1924, 1946-1947, 1957-1958, 1971-1972, 1978-1979, 2000-2001, 2011-2012, 2012-2013, 2020-2021
Semifinalista: 1883-1884, 1884-1885, 1885-1886, 1900-1901, 1906-1907, 1909-1910, 1927-1928, 1938-1939, 1947-1948, 1950-1951, 1964-1965, 1970-1971, 1979-1980 1985-1986, 1988-1989, 1992-1993, 1994-1995, 1999-2000, 2004-2005, 2005-2006, 2006-2007, 2014-2015, 2016-2017, 2019-2020, 2021-2022
- Coppa di Lega scozzese:

Finalista: 1950-1951, 1968-1969, 1974-1975, 1985-1986, 1993-1994, 2003-2004, 2015-2016, 2021-2022
Semifinalista: 1946-1947, 1949-1950, 1952-1953, 1953-1954, 1963-1964, 1965-1966, 1978-1979, 2001-2002, 2017-2018, 2019-2020, 2020-2021, 2023-2024
- Scottish Championship:

Secondo posto: 2014-2015
Terzo posto: 2015-2016
- Coronation Cup:

Finalista: 1953
- Coppa delle Fiere:

Semifinalista: 1960-1961
- Coppa dei Campioni:

Semifinalista: 1955-1956
- Coppa Intertoto UEFA:

Finalista: 2006
- Coppa anglo-scozzese:

Semifinalista: 1977-1978